# José Frederico Ulrich
José Frederico do Casal Ribeiro Ulrich ComC • GCC (Santos-o-Velho, Lisboa, 28 de Dezembro de 1905 — Cascais, Cascais, 19 de Fevereiro de 1982), mais conhecido por José Frederico Ulrich, foi um engenheiro civil, professor universitário, administrador de empresas e político que se notabilizou durante o Estado Novo.

## Família
Nasceu a 28 de dezembro de 1905, na freguesia de Santos-o-Velho, em Lisboa, e foi batizado nessa freguesia a 8 de janeiro de 1906. José Frederico Ulrich era filho de João Henrique Enes Ulrich, bisneto do 1.º Visconde de Orta, e de sua mulher Maria da Conceição do Patrocínio do Casal Ribeiro, natural de Lisboa (freguesia da Lapa), filha do 2.º Conde do Casal Ribeiro, José Frederico do Casal Ribeiro. Pela via paterna, os Ulrich, uma família de Hamburgo que se tinha estabelecido em Portugal em meados do século XVIII, os seus antepassados estavam ligados ao comércio bancário, à arquitectura e ao imobiliário. Após o terramoto de 1755, a família cooperara ativamente na reconstrução de Lisboa, a convite do Marquês de Pombal, prosseguindo os seus negócios no ramo financeiro.

## Biografia
Licenciado em Engenharia Civil pelo Instituto Superior Técnico da Universidade Técnica de Lisboa em 1918, foi engenheiro civil, professor universtário no Instituto Industrial de Lisboa e administrador de empresas. Entre os muitos projectos de engenharia que assinou, conta-se o do Laboratório Nacional de Engenharia Civil.
No campo empresarial foi membro da administração da Companhia Colonial Portuguesa, administrador-delegado e administrador da Sociedade Colonial de Tabacos e administrador da Companhia Portuguesa de Tabacos (1956 a 1959), administrador da Socony Vacuum Portuguesa (1960 a 1970), membro do conselho de administração e administrador da Mobil Oil Portuguesa (1962 a 1973) e presidente da assembleia geral do Banco Fonsecas & Burnay (1969 a 1970).
No campo cívico, entre 1962 e 1970 foi vogal da direcção da Legião Portuguesa e presidente da assembleia geral do Automóvel Club de Portugal (1967) e da Fundação Cardeal Cerejeira (1970).
Entre 1938 e 1942 foi director dos serviços de salubridade da Câmara Municipal de Lisboa e entre 1942 e 1943 foi director dos Serviços de Urbanização e Obras da mesma Câmara Municipal e funcionário da Direcção-Geral dos Serviços Eléctricos, trabalhando da sua secção de estudos. Entre 1943 e 1944 foi chefe de gabinete de Duarte Pacheco, então Ministro das Obras Públicas.
Entre 1944 e 1947 foi Subsecretário de Estado e depois Secretário de Estado das Obras Públicas e Comunicações, sendo elevado a Ministro das Obras Públicas e Comunicações no período de 1947 a 1954. Neste período iniciou-se uma época marcada por grandes investimentos em obras públicas, concretização das obras planeadas por Duarte Pacheco, correspondendo às maiores obras dos governos de António de Oliveira Salazar.
Durante o seu mandato, em 1948, patrocinou o I Congresso de Arquitectura, com larguíssima participação da classe. De 5 de Abril de 1954 a 1961 foi presidente da comissão executiva da Junta de Energia Nuclear.
Foi feito Comendador da Ordem Militar de Nosso Senhor Jesus Cristo a 6 de Novembro de 1944 e elevado a Grã-Cruz da mesma Ordem a 29 de Novembro de 1948.
Como secretário de estado e ministro das obras públicas lançou múltiplas obras e financiou múltiplos empreendimentos autárquicos. Em consequência, o seu nome ainda na actualidade é um dos topónimos mais comuns em Portugal.

## Casamento e descendência
Casou em Lisboa, freguesia de Santos-o-Velho, a 12 de Dezembro de 1929 com Maria Benedita van Zeller de Castro Pereira (Sintra, Santa Maria e São Miguel, 5 de Julho de 1909 - ?), Dama da Ordem de Benemerência a 20 de Julho de 1949, filha de Manuel Rodrigo de Castro Pereira (Saint-Philippe du Roule, Paris, 1 de Maio de 1858 - Santos-o-Velho, 15 de Fevereiro de 1921) e de Cecília Manuela van Zeller (São Paulo, Lisboa, 26 de Dezembro de 1867 - Santos-o-Velho, Lisboa, 21 de Janeiro de 1959). Maria Benedita era irmã de seu cunhado, tia materna de Francisco Pinto Balsemão e neta paterna de D. Rodrigo Delfim Pereira. Tiveram geração..